# Окаменелость (фильм, 1975)
«Окаменелость» (яп. 化石, касэки) — фильм-драма режиссёра Масаки Кобаяси по роману Ясуси Иноуэ. Кинофильм, вышедший на экраны в 1975 году является сокращённой версией телевизионного мини-сериала (из 6 серий), показанного на телеэкранах в 1974 году. В том же году фильм выдвигался от Японии на премию «Оскар» за лучший фильм на иностранном языке, однако в отобранную пятёрку номинантов не попал. Фильм-лауреат престижнейших национальный кинопремий «Голубая лента» и «Майнити», выдвигался также на премию журнала «Кинэма Дзюмпо», но по результатам голосования получил лишь 4 место.

## Сюжет
Преуспевающий самоуверенный бизнесмен Ицуки, вдовец лет шестидесяти, успешно выдавший замуж своих двух дочерей, решает немного перевести дух и отдохнуть в Европе. Находясь в Париже, куда он приехал вместе со своим помощником Фунадзу, Ицуки узнаёт, что болен раком. Врачи предполагают, что он проживёт не более года. Здесь же в Париже он встречает красивую японку, вышедшую замуж за французского миллионера, мадам Марселин. Отпустив своего делового партнёра Фунадзу в Рим, Ицуки принимает предложение от молодой японской четы Киси, проехаться по Бургундии, дабы посетить старые романские соборы. К ним неожиданно присоединяется и мадам Марселин. Никто другой не знает о его болезни, он же проводит остаток своей поездки по Европе в размышлениях о прошедшей жизни. А эта красивая женщина Марселин всё чаще приходит ему в видениях в образе самой Смерти.
Режиссёр сосредотачивает внимание на внутреннем мире героя, который оказывается сломленным отнюдь не внешними социальными обстоятельствами, а собственными переживаниями. Материалист Ицуки начинает видеть мир совершенно отличным, от изведанного им прежде. Вернувшись в Японию, герой приводит дела в порядок, пытается вновь наладить отношения со своей мачехой, которую он когда-то ненавидел, хотя теперь даже не помнит за что, и воссоединяется со старым армейским товарищем, с которым служил в Китае. Поддавшись уговорам близких и сослуживцев, Ицуки соглашается лечь на операцию у японского врача, доктора Кихары. Операция прошла успешно и Ицуки пытается начать жить иначе, чем прежде.

## В ролях
- Син Сабури — Ицуки
- Кэйко Киси — мадам Марселин / Смерть
- Кэй Ямамото — Акихико Киси
- Маюми Огава — Акико Ицуки
- Комаки Курихара — Киёко Ицуки
- Хисаси Игава — Фунадзу
- Харуко Сугимура — мачеха Ицуки
- Сигэру Кояма — доктор Кихара
- Сэйдзи Миягути — Сунами
- Тэцуо Хасэгава — муж Акико
- Итиро Накатани — Тайскэ, младший брат Ицуки
- Дзюкити Уно — Таппэй Ябуки
- Го Като — рассказчик (голос за кадром)

## Премьеры
- — 4 октября 1975 года состоялась национальная премьера фильма в Токио[1].
- — премьера в США 9 сентября 1976 года в Нью-Йорке[1].

## Награды и номинации
Кинопремия «Голубая лента»
- 18-я церемония награждения (за 1975 год)[2].

- Премия за лучший фильм 1975 года.
- Премия за лучшее исполнение главной мужской роли — Син Сабури.

Премия журнала «Кинэма Дзюмпо» (1976)
Выиграны:
- Премия за лучшее исполнение главной мужской роли — Син Сабури.

Номинации:
- Фильм был выдвинут на соискание кинопремии за лучший фильм года, однако по результатам голосования получил лишь 4 место.

Кинопремия «Майнити» (1976)
- Премия за лучший фильм 1975 года.
- Премия за лучшее исполнение главной мужской роли — Син Сабури.
- Премия за лучшую операторскую работу — Кодзо Окадзаки (за два фильма, в том числе и его работу над кинолентой «Ваш покорный слуга кот»).
- Премия за лучший саундтрэк — Тору Такэмицу.